# Ali Samari
Ali Samari (persisch علی ثمری; * 7. Januar 1993 in Teheran) ist ein iranischer Leichtathlet, der sich auf das Kugelstoßen spezialisiert hat.

## Sportliche Laufbahn
Erste internationale Erfahrungen sammelte Ali Samari bei den Hallenasienmeisterschaften 2016 in Doha, bei denen er mit 17,82 m den vierten Platz belegte, wie auch bei den Islamic Solidarity Games 2017 in Baku mit 18,54 m. Anschließend nahm er an den Asienmeisterschaften in Bhubaneswar teil und siegte dort mit Bestleistung von 19,80 m. Anfang September erreichte er bei den Asian Indoor & Martial Arts Games in Aşgabat mit 17,26 m den neunten Rang. 2018 siegte er bei den Hallenasienmeisterschaften in Teheran erneut mit neuer Bestleistung von 19,42 m. Ende August nahm er erstmals an den Asienspielen in Jakarta teil und belegte dort mit 18,21 m Platz sieben.
2017 wurde Samari Iranischer Hallenmeister im Kugelstoßen.

## Persönliche Bestleistungen
- Kugelstoßen: 19,80 m, 7. Juli 2017 in Bhubaneswar
  - Kugelstoßen (Halle): 19,42 m, 2. Februar 2018 in Teheran